# Myrcia hexasticha
Myrcia hexasticha är en myrtenväxtart som beskrevs av Hjalmar Frederik Christian Kiaerskov. Myrcia hexasticha ingår i släktet Myrcia och familjen myrtenväxter. Inga underarter finns listade i Catalogue of Life.